# Bolešov
Bolešov (in ungherese Bolesó) è un comune della Slovacchia facente parte del distretto di Ilava, nella regione di Trenčín.